# Urushibara Mokuchu
Urushibara Mokuchu (漆原木虫) (1888 – 1953), foi um gravurista japonês, conhecido por uma variedade de xilogravuras com temas de cavalos. Ele viveu na Europa por muitos anos e fez exposições nos Estados Unidos após o término da Segunda Guerra Mundial.

## Vida e carreira artística
Urushibara Yoshijirô nasceu em Tóquio em 1888 e estudou mokihankan, a técnica de gravura em placas finas de madeira, em sua juventude. Quando tinha dezenove anos, em 1908, ele viajou para Londres, fez parte de um grupo de xilo-gravuristas que estava expondo técnicas de impressão em gravura na Exposição Anglo-Japonesa de 1910.
Mokuchu permaneceu em Londres depois da exposição para restaurar impressões, fazer reproduções de gravuras e produzindo pergaminhos para o Museu Britânico. Em 1912, o Museu Britânico contratou Urushibara MoKuchu para fazer cópias precisas de Admonitions Scroll uma famosa pintura narrativa chinesa assinada por Gu Kaizhi (344 – 406).
Depois de realizar esse trabalho para o Museu Britânico, Urushibara trabalhou como artista independente, tornando-se um importante membro de uma comunidade de artistas japoneses residentes em Londres, que também contava com nomes como Yoshio Markino e Ryuson Chuso Matsuyama. 
Urushibara MoKuchu colaborou em gravuras de designers ingleses e franceses – especialmente com Frank Brangwyn, de quem gravou e imprimiu muitos desenhos de cavalos, paisagens e flores. Em um portfolio chamado  Bruges (1919), ele reproduziu várias aquarelas de Brangwyn em grandes impressões de gravuras em madeira. Nesta série de trabalhos, a obra The Bridge at Predikheren se destaca por ter sido impressa em dois tamanhos diferentes, prática que Urushibara também aplica a outros seis trabalhos durante seu período de colaboração: The Beguinage, Bruges, de 1919; Ruins of a Roman Bridge over the Loire River, também de 1919; The Devil's Bridge de 1924; Messina, Life Among the Ruins, de 1927; Outside the Walls of Avignon, de 1927; e The Dance of Death Bridge at Lucerne de 1928. Não há certeza se as reproduções menores são contemporâneas às impressões maiores, e os materiais de arquivo sugerem que foram produzidas posteriormente. O objetivo de Urushibara em produzir matrizes em diferentes escalas também é igualmente ambíguo. Acredita-se que a popularidade das obras pode ter motivado Brangwyn a encomendar impressões menores. Em 1924, ele e Brangwyn trabalharam no portfolio Ten Woodcuts by Yoshijirô Urushibara after Designs by Frank Brangwyn. Urushibara MoKuchu e Frank Brangwyn trabalharam juntos até o retorno de Urushibara para o Japão em 1940.
Urushibara foi uma grande influência no revival inglês da xilogravura colorida nas décadas de 1920 e 1930. A princípio ele produziu matrizes e imprimiu projetos de outros artistas, mas depois passou a trabalhar em muitas de suas próprias criações. Seu nome artístico Mokuchu (木虫), fazendo referência à "verme de madeira", aparece em alguns de seus impressos.